# Les Pavillons-sous-Bois
Les Pavillons-sous-Bois (franskt uttal: [lɛ pavijɔ̃ su bwa]
 ( lyssna)) är en kommun i departementet Seine-Saint-Denis i regionen Île-de-France i norra Frankrike. Kommunen ligger i kantonen Bondy som tillhör arrondissementet Le Raincy. År 2022 hade Les Pavillons-sous-Bois 24 872 invånare.

## Befolkningsutveckling
| Befolkningsutvecklingen i Les Pavillons-sous-Bois 1968–2021 | Befolkningsutvecklingen i Les Pavillons-sous-Bois 1968–2021 | Befolkningsutvecklingen i Les Pavillons-sous-Bois 1968–2021 | Befolkningsutvecklingen i Les Pavillons-sous-Bois 1968–2021 | Befolkningsutvecklingen i Les Pavillons-sous-Bois 1968–2021 |
| ----------------------------------------------------------- | ----------------------------------------------------------- | ----------------------------------------------------------- | ----------------------------------------------------------- | ----------------------------------------------------------- |
|                                                             |                                                             |                                                             |                                                             |                                                             |
| År                                                          |                                                             |                                                             | Folkmängd                                                   |                                                             |
| 1968                                                        | 1968                                                        |                                                             | 19 084                                                      |                                                             |
| 1975                                                        | 1975                                                        |                                                             | 18 638                                                      |                                                             |
| 1982                                                        | 1982                                                        |                                                             | 17 185                                                      |                                                             |
| 1990                                                        | 1990                                                        |                                                             | 17 375                                                      |                                                             |
| 1999                                                        | 1999                                                        |                                                             | 18 420                                                      |                                                             |
| 2007                                                        | 2007                                                        |                                                             | 20 424                                                      |                                                             |
| 2015                                                        | 2015                                                        |                                                             | 23 356                                                      |                                                             |
| 2021                                                        | 2021                                                        |                                                             | 24 165                                                      |                                                             |